# Otto von Wackerbarth (Dompropst)

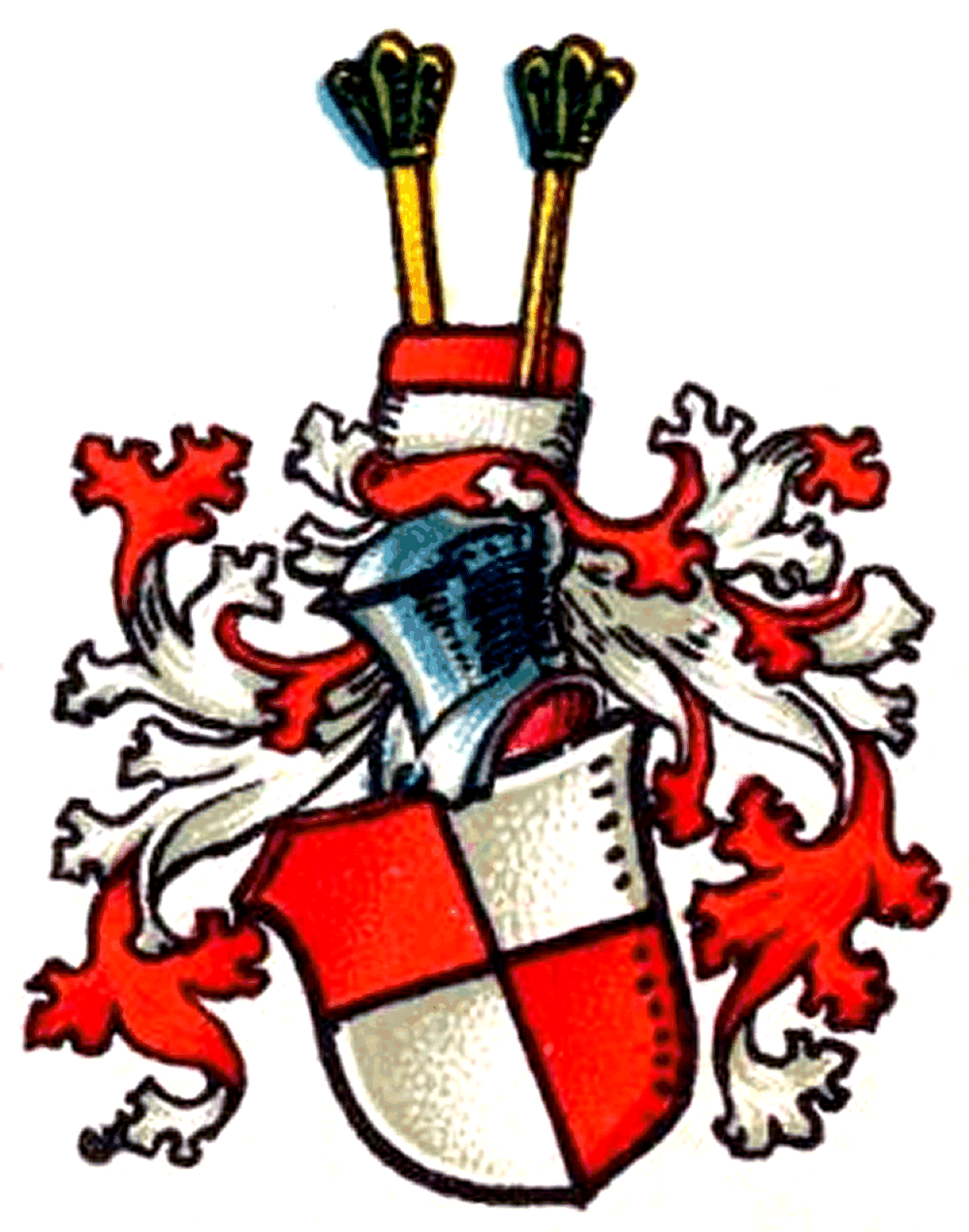
Wappen derer von Wackerbarth

Otto von Wackerbarth (* 9. März 1540 in Kogel, heute Ortsteil von Sterley; † 20. März 1599 in Schwerin) war ein deutscher Domherr und der letzte reguläre Dompropst in Schwerin.

## Leben
Otto von Wackerbarth entstammte dem sachsen-lauenburgischen Uradelsgeschlecht von Wackerbarth. Er war der zweite Sohn von Nikolaus von Wackerbarth auf Kogel und dessen Frau Hippolita (Polita), geb. von Schack. Sein Onkel Georg von Wackerbarth (1506–1586) war Oberhauptmann des Hochstifts Ratzeburg und Hauptmann des Hochstifts Schwerin in Bützow.
Nach anfänglichem Besuch der Domschule Ratzeburg wurde er 1550 nach Lübeck geschickt, wo ihn der Vikar Johannes Schlüter unterrichtete. 1555 kam er auf die Stiftschule in Bützow. Ab Juni 1557 studierte er an der Universität Rostock und ab 1561 an der Universität Wittenberg. Anschließend begab er sich auf eine Grand Tour, die ihn nach Frankreich, Italien, Holland und England führte.
1567 wurde er zum Assessor am Fürstlich mecklenburgischen Land- und Hofgericht in Schwerin ernannt. Bald darauf erhielt er eine Präbende als Domherr am Schweriner Dom. 1582 begleitete er Herzog Ulrich zum Reichstag in Augsburg. 1584 wurde er Domdechant und 1591 Dompropst. Seit der Reformation waren diese Dignitäten reine Präbenden ohne geistliche Aufgaben, hatten aber noch das Recht zur Wahl des Bischofs bzw. Administrators. Als Dompropst war Wackerbarth daran gelegen, die Selbständigkeit und Jurisdiktion des Kapitels gegenüber dem Herzog, der zugleich  Administrator des Bistums Schwerin war, zu behaupten. Daher unterband er 1585 Berufungen aus dem Stift an das herzogliche Land- und Hofgericht (dessen Assessor er war). Sein Versuch, dem Stift das Jurisdiktionsrecht eines Reichsstands zu erstreiten, führte zu einem langwierigen Prozess mit dem Herzog vor dem Reichskammergericht, der sich noch bis in die 1620er Jahre hinzog und durch die Ereignisse des Dreißigjährigen Krieges an sich gegenstandslos wurde. Jedoch blieb der Rechtsweg in Stiftssachen noch lange separat.
Aus dem (nicht sehr großen) Grundbesitz des Domkapitels pachtete Wackerbarth ab 1578 das Gut Medewege mit seinen Pertinenzien, darunter der Bischofsmühle in Schwerin. Dazu erwarb er 1584 vom Kapitel die Hofstelle auf dem Bauhof auf der Schelfe und ließ sich hier, an der Stelle des heutigen Schleswig-Holstein-Hauses, eine Kurie bauen, von der in der Halle des heutigen Baues noch eine Holzsäule erhalten ist, auf der das Wappen seiner Frau zu sehen ist. 1590 errichtete er das Wackerbarthsche Stipendium für die Domschule in Schwerin.
Wackerbarth blieb auch in seiner Heimat Sachsen-Lauenburg aktiv, wo er ständischer Landrat war. Nach dem Regierungsantritt von Herzog Franz II. war es zu einem Konflikt gekommen, weil die Wackerbarth keine Lehnsbriefe vom Landesherrn erbaten, der aber nach Einholung von Rechtsgutachten beigelegt werden konnte. In den 1590er Jahren galt Otto Wackerbarth als „der führende Kopf in dem ständischen Finanzausschuss“.
Er war verheiratet mit Anna, geb. von Sperling (1550–1590). Das Paar hatte acht Kinder; der Sohn Ulrich von Wackerbarth folgte seinem Vater in dessen Ämtern nach. Vermutlich wurden Otto und Anna von Wackerbarth im Schweriner Dom im von ihm neu angelegten v. Wackerbarthschen Begräbnis im nördlichen Querschiff beigesetzt.